# Greta Martinelli (Ruderin)
Greta Martinelli (* 3. Dezember 2000 in Como) ist eine italienische Ruderin. Sie wurde im Leichtgewichts-Doppelvierer 2019 bei den Ruder-Weltmeisterschaften Weltmeisterin.

## Karriere
Im Jahr 2016 nahm Greta Martinelli erstmals an den Junioren-Weltmeisterschaften im Rudern teil. In Rotterdam ging sie bei den Ruder-Juniorenweltmeisterschaften 2016 im italienischen Achter an den Start und das italienische Boot konnte sich direkt im Vorlauf für das A-Finale qualifizieren. Im A-Finale belegten sie hinter den Booten aus Tschechien und Deutschland den dritten Platz und holten somit für Italien die Bronzemedaille. Im darauffolgenden Jahr nahm sie im italienischen Doppelvierer an den Junioren-Weltmeisterschaften im Rudern 2017 in Trakai teil. Neben ihr gehörten zur Besatzung des Doppelvierers Sofia Tanghetti, Laura Pagnoncelli und Maria Ludovica Costa. Gemeinsam konnten sie sich nur für das B-Finale qualifizieren und belegten dort den dritten Platz, sodass sie schlussendlich die Weltmeisterschaft auf dem neunten Platz beendeten.
Im Jahr 2018 nahm sie zum letzten Mal in ihrer Karriere an den Ruder-Juniorenweltmeisterschaften teil. Bei den Junioren-Weltmeisterschaften im Rudern 2018 ging sie in Račice u Štětí für Italien im Einer an den Start und qualifizierte sich für das A-Finale. Im Finale gewann sie hinter der Rumänin Tabita Maftei und der Argentinierin María Sol Ordás die Bronzemedaille. Im darauffolgenden Jahr nahm sie erstmals an den U23-Weltmeisterschaften teil und ging bei den Ruder-U23-Weltmeisterschaften 2019, die in der Nähe von Sarasota und Bradenton ausgetragen wurden, gemeinsam mit Giulia Mignemi, Silvia Crosio und Arianna Noseda im Leichtgewichts-Doppelvierer an den Start. Gemeinsam gewannen sie im Finallauf mit fast sieben Sekunden Vorsprung vor dem deutschen und dem US-amerikanischen Boot die Goldmedaille.
Als frischgebackene U23-Weltmeisterinnen gingen sie gemeinsam bei den Ruder-Weltmeisterschaften 2019 an den Start, welche in Linz ausgetragen wurden. Im Finale konnten sie sich mit zwei Sekunden Vorsprung vor dem chinesischen und dem deutschen Boot den Weltmeistertitel sichern.
2020 startete Martinelli im Leichtgewichts-Einer bei den U23-Europameisterschaften in Duisburg, wo sie die Bronzemedaille gewann. Bei den Europameisterschaften in Posen siegten Mignemi, Crosio, Martinelli und Noseda vor dem deutschen Boot.

## Internationale Erfolge
- 2016: Bronzemedaille Junioren-Weltmeisterschaften im Achter
- 2017: 9. Platz Junioren-Weltmeisterschaften im Doppelvierer
- 2018: Bronzemedaille Junioren-Weltmeisterschaften im Einer
- 2019: Goldmedaille U23-Weltmeisterschaften im Leichtgewichts-Doppelvierer
- 2019: Goldmedaille Weltmeisterschaften im Leichtgewichts-Doppelvierer
- 2020: Bronzemedaille U23-Europameisterschaften im Leichtgewichts-Einer
- 2020: Goldmedaille Europameisterschaften im Leichtgewichts-Doppelvierer